# ماثيو سويت
ماثيو سويت (بالإنجليزية: Matthew Sweet)‏ هو مغني ومغن مؤلف وعازف قيثارة وملحن أمريكي، ولد في 6 أكتوبر 1964 في لنكن في الولايات المتحدة.

## وصلات خارجية
- الموقع الرسمي
- ماثيو سويت على موقع IMDb (الإنجليزية)
- ماثيو سويت على موقع ألو سيني (الفرنسية)
- ماثيو سويت على موقع ميوزك برينز (الإنجليزية)
- ماثيو سويت على موقع رولينغ ستون (الإنجليزية)
- ماثيو سويت على موقع أول موفي (الإنجليزية)
- ماثيو سويت على موقع إن إن دي بي (الإنجليزية)
- ماثيو سويت على موقع أول ميوزيك (الإنجليزية)
- ماثيو سويت على موقع ديسكوغز (الإنجليزية)
- ماثيو سويت على موقع قاعدة بيانات الفيلم (الإنجليزية)
- ماثيو سويت على موقع كينوبويسك (الروسية)